# Cypselurus
Cypselurus – rodzaj morskich ryb z rodziny ptaszorowatych (Exocoetidae).

## Klasyfikacja
Gatunki zaliczane do tego rodzaju:
- Cypselurus angusticeps (Nichols & Breder, 1935)
- Cypselurus callopterus (Günther, 1866)
- Cypselurus comatus (Mitchill, 1815)
- Cypselurus hexazona (Bleeker, 1853)
- Cypselurus hiraii (T. Abe, 1953)
- Cypselurus longibarbus (Parin, 1861)
- Cypselurus naresii (Günther, 1889)
- Cypselurus oligolepis (Bleeker, 1865)
- Cypselurus opisthopus (Bleeker, 1865)
- Cypselurus poecilopterus (Valenciennes, 1847)
- Cypselurus simus (Valenciennes, 1847)
- Cypselurus starksi (T. Abe, 1953)

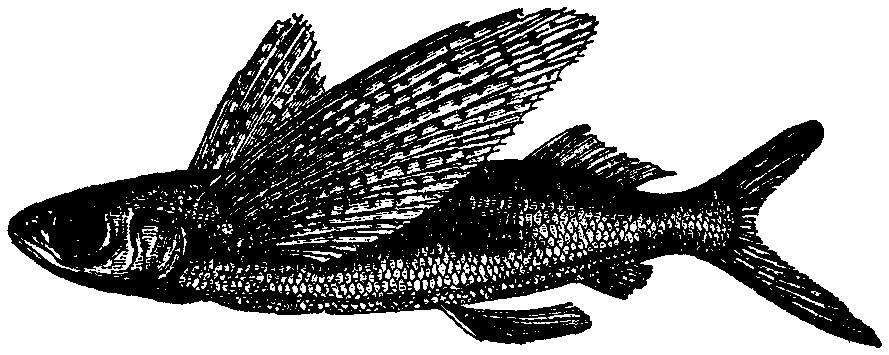
Cypselurus callopterus